# Carlos Alberto Sánchez Bordón
Carlos Alberto Sánchez Bordón es un intérprete del folklore argentino.
Inició su carrera como primera voz en el grupo salteño «Los Nocheros de Anta». En 1973 se incorporó al grupo «Los Tucu Tucu», en reemplazo de Cesar «Coco» Martos, quién se retirara para formar parte del trío «Los de Siempre». El 7 de septiembre de 2007, mientras se dirigía el grupo a realizar actuaciones, el vehículo en que viajaban chocó con un tren de carga, falleciendo Ricardo Romero y Héctor Bulacio (fundadores del grupo), quedando muy graves Roberto Pérez y el mismo Carlos Sánchez. Desde entonces y después de un largo proceso de recuperación retoma el camino del canto pero ya como solista.
En 2008 edita su primer disco solista titulado "El amor es la vida" junto a Carlos Carrizo en la producción y grabación.
En 2012 edita su segundo disco solista titulado "Homenajes" donde incluye canciones propias homenajeando a Mercedes Sosa, Tucu Tucu, Chango Paliza, Argentino Luna, Los Quilla Huasi, Horacio Guarany, Sandro, entre otros. 
En 2014 Edita el disco "Emociones" donde incluye 13 canciones nuevas y un homenaje a varias canciones de los Tucu Tucu, junto con el conjunto Vuelo Blanco 
En 2016 edita "Paginas de amor" con 21 composiciones nuevas. 
Carlos Sánchez es compositor de grandes éxitos de Los Nocheros, Los Tucu Tucu y Luciano Pereyra entre otros.

### Discografía solista
2008: El amor es la vida
2012: Homenajes
2014: Emociones 2014
2016: Páginas de amor